# 樽井眞邦
樽井 眞邦（たるい まさくに、1943年8月29日 - 2003年4月23日）は、兵庫県津名郡志筑町（現・淡路市志筑）出身の写真家（日本写真家協会会員）。
奈良大和路写真の大家、入江泰吉に師事。入江の助手時代に京都・奈良の仏像を知り、淡路島の東山寺、成相寺の仏像を撮影。帰島後、兵庫県立淡路文化会館で個展開催。水門会展（入江泰吉の同門会）に毎回出展。2003年に急逝するまで、写真作家として風景写真を中心に、主に淡路島の写真を撮り続ける（急逝する前日にも撮影に出かけていた）。
晩年はオリジナルプリントにこだわり、撮影からプリントまで一貫して自分で行い、自分の納得いく作品作りを追求した。

## 出版物
- 「津名町の石造遺品写真集」
- 淡路島写真集編集委員会発行、「淡路島写真集」
- BeeBooks刊、日本最初峰不尽山 先山 千光寺 写真集」

## 関連サイト
- 写真家 樽井眞邦　写真ライブラリ